# Rongcheng
Rongcheng (荣成市S, RóngchéngP) è una città-contea della Cina, situata nella provincia dello Shandong e amministrata dalla prefettura di Weihai.